# Honiara Rangers F.C.
Rangers FC là một câu lạc bộ Quần đảo Solomon nổi tiếng, thi đấu ở Honiara FA League và Solomon Islands National Club Championship.
Rangers FC vô địch Honiara FA League 8 lần vào các năm: 1985, 1988, 1991, 1995, 1996, 1997, 1998 và 1999. Câu lạc bộ cũng tham gia một lần ở Giải bóng đá vô địch các câu lạc bộ châu Đại Dương, năm 1987.

## Danh hiệu
- Solomon Islands National Club Championship: (0)
- Honiara FA League: (8)

1985, 1988, 1991, 1995, 1996, 1997, 1998, 1999.
- Cúp bóng đá Quần đảo Solomon: (0)

## Thành tích ở các giải đấu OFC
- Giải bóng đá vô địch các câu lạc bộ châu Đại Dương : 1 lần tham gia

Thành tích tốt nhất: Hạng tư
1987: Hạng tư

## Đội hình hiện tại
Ghi chú: Quốc kỳ chỉ đội tuyển quốc gia được xác định rõ trong điều lệ tư cách FIFA. Các cầu thủ có thể giữ hơn một quốc tịch ngoài FIFA.
| Số | VT | Quốc gia | Cầu thủ            |
| -- | -- | -------- | ------------------ |
| —  |    |          | Leyon Hartbeam     |
| —  |    |          | Lava Vualiya       |
| —  |    |          | Daniel Vonraie     |
| —  |    |          | Marcus Lennon      |
| —  |    |          | Ali Ibramanjazy    |
| —  |    |          | James Wolloni      |
| —  |    |          | Hashem Marinakar   |
| —  |    |          | Alhassane Boubacar |

| Số | VT | Quốc gia | Cầu thủ                   |
| -- | -- | -------- | ------------------------- |
| —  |    |          | Mariano Lotbergh          |
| —  |    |          | Seati Liolo               |
| —  |    |          | Rijanjo Lemsick           |
| —  |    |          | Abdorno Kamayabi          |
| —  |    |          | Ronbanji Fataij           |
| —  |    |          | Ali Massar Wudhu Lanbanni |
| —  |    |          | Olga Bassaraba            |
| —  |    |          | Hadi Ismaiyl              |

Huấn luyện viên: Mohamad Mayelikohan